# حسینیه مزرعه نو
حسینیه مزرعه نو مربوط به دوره قاجار است و در شهرستان اردکان، بخش عقدا، دهستان نارستان، روستای مزرعه نو واقع شده و این اثر در تاریخ ۲۶ اسفند ۱۳۸۶ با شمارهٔ ثبت ۲۲۱۲۵ به‌عنوان یکی از آثار ملی ایران با همت شیخ جلیل مرادی مزرعه نو به ثبت رسیده است.